# Philipp Schiemann
Philipp Schiemann (* 1969 in Düsseldorf) ist ein deutscher Schriftsteller, Musiker und Mediengestalter. Er ist der Sohn des Malers Friedrich Schiemann (1918–1991) und der Goldschmiedemeisterin Bettina Schiemann-Cürten (1941–2001).

## Leben und Werk
Philipp Schiemann veröffentlichte als Autor seit 1995 zahlreiche Prosabände und Hörbücher. Zwischen 1996 und 2005 führte er ausgedehnte Lesereisen durch Deutschland, Gastauftritte in Schweden, Österreich, der Schweiz, Tschechien und den USA durch. Im Deutschland der späten Neunzigerjahre trat er häufig zusammen mit anderen Autoren auf, darunter Jan Off, Johannes Finke, Jaromir Konecny und Tracy Splinter. Diverse seiner Lesungen sind auf Spoken-Word-Tonträgern erschienen, darunter die Doppel-CD I'm a poet, wovon eine CD von Schiemann erstellte Aufnahmen privater Vorlesungen diverser Beat-Literaten aus der San Francisco Bay Area enthält, darunter Lawrence Ferlinghetti, Joanne Kyger und Duncan McNaughton. Mit wechselnden Gastmusikern wie z. B. Jeff Dahl betrieb Schiemann zwischen 1989 und 2000 als Sänger und Texter das Bandprojekt Conscious, mit dem zahlreiche Studioaufnahmen im Eigenverlag entstanden. 1998 kam seine Tochter zur Welt.
Ab 2003 kamen Auftragstexte zu seiner bisherigen Arbeit hinzu, die sich thematisch mit Westafrika und den dort heimischen Naturreligionen befassten. Es folgten mehrere Reisen zusammen mit dem Ethnologen und Fotografen Henning Christoph, für den Schiemann bei drei Büchern die Textregie führte. Diese in den späten 2010er Jahren entstandenen Arbeiten wurden bei Könemann publiziert und ins Niederländische, Englische, Französische, Portugiesische und Spanische übersetzt. Seit Ende 2018 ist Schiemann zudem gelernter Mediengestalter mit Schwerpunkt Print und spezialisiert auf analog-digitale Mischtechniken, die er 2019 in Leipzig ausstellte (Galerie Viering, „Afrikas Geister“). 2020 erschienen neue Prosaarbeiten. 2021 unternahm Schiemann eine weitere Reise nach Benin, um dort Schreine und Würdenträger aus der traditionellen Religion des Vodun (Voodoo) zu fotografieren. Die Bilder und Texte dazu wurden 2022 im April und November an verschiedenen Standorten in Düsseldorf ausgestellt. 2023 entstand im Zuge einer Zusammenarbeit mit dem Düsseldorfer Künstler Frank Bauer eine 72-minütige CD, bei der Schiemann eigene Texte liest und dabei von Bauer musikalisch begleitet wird. Das Begleitheft enthält zusätzliche Texte und Grafiken von Schiemann. 

## Auszeichnungen
- 2002: Förderpreis für Literatur der Landeshauptstadt Düsseldorf[2]

## Bibliografie
- Heute habe ich nichts genommen – Ein Ex-Junkie berichtet, autobiografischer Text über Sucht für Betroffene und Angehörige, Sixthkyu, 2025, ISBN 978-3039750047.
- Rockstar 5.0. Erzählung, Killroy Media, Ludwigsburg, 2020, ISBN 978-3-931140-28-1.
- Voodoo Rainbow. Bildband, Könemann, Köln, 2020, zusammen mit Henning Christoph (Fotos) und Markus Matzel (Fotos), ISBN 978-3-7419-2478-1.
- Soul Of Africa. Bildband, Könemann, Köln, 2020,  zusammen mit Henning Christoph (Fotos) und Markus Matzel (Fotos), ISBN 978-3-7419-2476-7.
- African Secrets. Bildband, Könemann, Köln, 2019, zusammen mit Henning Christoph (Fotos) und Markus Matzel (Fotos), ISBN 978-3-7419-2477-4.
- Gnadenlos, Gedichte und Kurzprosa 2007–2012. Grupello, Düsseldorf 2013, ISBN 978-3-89978-187-8.
- Die Ghana-Briefe: Aufzeichnungen aus einem westafrikanischen Land. Edition selene, Wien 2004, ISBN 3-85266-231-1.
- Über Kunst: Roman. Grupello, Düsseldorf 2001, ISBN 3-933749-65-4.
- Gedichte. Killroy Media, Asperg 2001, ISBN 3-931140-33-4.
- Suicide City. Killroy Media, Asperg 1998, ISBN 3-931140-21-0.
- Pussylecken, Herr Schneider! Andre Henze, Berlin 1997, ISBN 3-930545-14-4.

## Diskografie

### Spoken Word
- Das große Raubtier weint bitterlich, Audio-CD, Texte & Stimme von Philipp Schiemann, Musik von Frank Bauer, mit sechzigseitigem Begleitheft in DIN-A5, DIY Düsseldorf, 2022.
- Ich gehe langsam durch die Stadt, Audio-CD, Live-Lesungen mit 12-seitigem Booklet, Lautsprecherverlag, Freiburg im Breisgau 2002, ISBN 3-932902-28-9.
- I'm a poet, Audio-Doppel-CD mit 16-seitigem Booklet, limitiert auf 1000 Exemplare, Killroy Media, Asperg 2000, ISBN 3-931140-98-9.
- Le petit Journal. Stories 1992–1995, mit Aufkleber-Beilage, limitiert auf 500 Exemplare, Eigenverlag, 1996.

### Musik
- Conscious – Love Is A Dog From Hell, 16 Track CD-Album mit bis dato unveröffentlichten Stücken von 2000, limitiert auf 333 Exemplare, handsigniert und nummeriert, Eigenverlag, 2009.
- Conscious – Blue Movie, 13 Track CD-Album mit 16-seitigem Booklet, limitiert auf 500 Exemplare, Eigenverlag, 1996/97.
- Conscious – Sick Love, 6 Track Maxi-Vinyl in blau und gelb inklusive Poster, limitiert auf 500 Exemplare, Eigenverlag, 1995.
- Conscious – Life Is Big, 15 Track CD-Album mit 8-seitigem Booklet, limitiert auf 500 Exemplare, Eigenverlag, 1994.
- Conscious – Cum Shots, 4 Track Maxi-CD, Eigenverlag, 1993.